# Arrondissement Bellac
Bellac is een arrondissement van het Franse departement Haute-Vienne in de regio Nouvelle-Aquitaine. De onderprefectuur is Bellac.

## Kantons
Het arrondissement was tot 2014 samengesteld uit de volgende kantons:
- Kanton Bellac
- Kanton Bessines-sur-Gartempe
- Kanton Châteauponsac
- Kanton Le Dorat
- Kanton Magnac-Laval
- Kanton Mézières-sur-Issoire
- Kanton Nantiat
- Kanton Saint-Sulpice-les-Feuilles

Na de herindeling van de kantons bij decreet van 20 februari 2014, met uitwerking op 22 maart 2015, omvat het arrondissement volgende kantons:
- Kanton Ambazac  ( deel 5/16 )
- Kanton Bellac
- Kanton Châteauponsac